# Herxheim bei Landau
Herxheim bei Landau/Pfalz is een plaats in de Duitse deelstaat Rijnland-Palts, en maakt deel uit van de Landkreis Südliche Weinstraße.
Herxheim bei Landau/Pfalz telt 10.652 inwoners.

## Bestuur
De plaats is een Ortsgemeinde en maakt deel uit van de Verbandsgemeinde Herxheim.

## Archeologie
In de gemeente bevindt zich het aardwerk van Herxheim, een ritueel centrum en massagraf van de bandkeramische cultuur in het neolithische Europa. De site dateert van tussen 5.300 en 4.950 voor Christus.

## Plaatsen in de gemeente Herxheim bei Landau
- Hayna
- Herxheim bei Landau/Pfalz